# جويس أبلباي
جويس أبلباي (بالإنجليزية: Joyce Appleby)‏ هي أكاديمية ومؤرخة أمريكية، ولدت في 9 أبريل 1929 في أوماها في الولايات المتحدة، وتوفيت في 23 ديسمبر 2016 في تاوس في الولايات المتحدة.